# Пересвет (футбольный клуб)
«Пересве́т» — бывший российский футбольный клуб, представлявший город Домодедово.

## История

Логотип Ассоциации «СК „Пересвет“», бывший эмблемой клуба до июля 2022 года

Клуб основан в 2015 году воцерковленным предпринимателем в сфере охранного бизнеса Алексеем Карбовским.
Да, я воцерковленный, закончил епархиальные курсы под руководством епископа Зарайского Константина. Закончил в июле, а в сентябре создал клуб — без Божьего промысла тут не обошлось.
Клуб построен на идеях православия. Назван именем святого Александра Пересвета, принимавшего участие в Куликовской битве, его изображение нанесено на эмблему клуба и форму команды. По словам президента клуба, в команде большинство игроков — православные, однако исповедующим другие религии и неверующим не запрещено играть за команду.
Изначально клуб задумывался как сборная города Домодедово. Через несколько месяцев после создания команда заявилась в чемпионат Подольска, участвовала в зимний период в ряде турниров. Однако из-за лимита на иногородних футболистов участвовать в дальнейшем в турнирах Подольска команда не смогла и заявилась в чемпионат Московской области в рамках III дивизиона (первенство России среди любительских команд), воспользовавшись освободившейся вакансией в этом турнире.
В III дивизионе «Пересвет» провёл четыре сезона, попутно обрастая появляющимися в структуре клуба детскими секциями и командами. В сезоне 2020 года три команды, финишировавшие выше «Пересвета», отказались переходить в ПФЛ, и на сезон 2021/22 годов во Второй дивизион ФНЛ заявился «Пересвет». Данное решение продиктовано возможностью дать игрокам выйти на профессиональный уровень с целью дальнейшего их роста, а также развития академии.
В первом матче во Втором дивизионе 18 июля 2021 года «Пересвет» проиграл в гостях московской «Родине» со счётом 1:5. Четырьмя днями ранее дебютировал в Кубке России, на стадии 1/256 финала розыгрыша 2021/22 годов в гостях переиграв команду «Знамя Труда» Орехово-Зуево в серии пенальти (4:3, основное время матча завершилось со счётом 1:1). В рамках 1/128 финала, 28 июля, также в серии пенальти (4:3, основное время — 1:1), дома выиграв у ФК «Рязань», вышел в 1/64 финала, где 11 августа дома уступил ногинскому «Знамени» (0:2). По итогам первого этапа дебютного первенства в группе 3 команда вышла в группу за 1—12-е места. Во втором сезоне этого сделать не удалось, но в Кубке России команда вновь прошла несколько раундов, выбив из борьбы калининградскую «Балтику».
В переходном на систему весна-осень сезоне 2023 года Второй лиги клуб занял последнее 18-е место, набрав в 17 матчах всего 7 очков. В Кубке России «Пересвет» дошёл до второго раунда, в котором уступил представителю дивизиона «А» Второй лиги — столичному «Велесу» (2:5).
29 февраля 2024 года по решению заседания комиссии ФНЛ клубу было отказано в выдаче аттестата для участия в дивизионе «Б» Второй лиги в сезоне 2024.
В 2024 году любительская команда клуба — «Пересвет-Трёхгорка», поначалу числилась среди участников чемпионата Московской области (Лига «А» в рамках III дивизиона), но в конце марта из-за отсутствия доступных стадионов в Домодедово вынуждена была сняться с турнира. Академия «Пересвет» была объединена со СШОР «Олимп» в «Пересвет-Олимп» и имеет представительство на детско-юношеском уровне первенства Московской области.
Домашним стадионом на матчах Второй лиги и кубка России являлся «Авангард» в Домодедово, при этом по ряду причин (приоритет матчам «Велеса» из вышестоящей лиги и платным секциям, необходимость усиленного дежурства полиции при вечернем времени матча) игры «Пересвета» зачастую проходили в будни днём.

## Основная команда

### Игроки
| 12 | Флаг России  | Вр  | Даниил Колесников     | 2000 |  |  |  |  |
| 35 | Флаг России  | Вр  | Никита Сухоносов      | 2003 |  |  |  |  |
| 86 | Флаг России  | Вр  | Денис Зайка           | 1986 |  |  |  |  |
|    |              |     |                       |      |  |  |  |  |
| 2  | Флаг России  | Защ | Владислав Мельниченко | 1998 |  |  |  |  |
| 4  | Флаг России  | Защ | Рауф Новрузов         | 2002 |  |  |  |  |
| 6  | Флаг России  | Защ | Денис Абрамов         | 2001 |  |  |  |  |
| 14 | Флаг России  | Защ | Гриша Меликян         | 2003 |  |  |  |  |
| 18 | Флаг Армении | Защ | Арсен Егиазарян       | 2000 |  |  |  |  |
| 25 | Флаг России  | Защ | Максим Гребенев       | 2002 |  |  |  |  |
| 26 | Флаг России  | Защ | Валерий Ванюшин       | 2002 |  |  |  |  |
| 29 | Флаг России  | Защ | Даниил Кириченко      | 1995 |  |  |  |  |
| 31 | Флаг России  | Защ | Игорь Шестаков        | 1984 |  |  |  |  |
| 74 | Флаг России  | Защ | Олег Егорушкин        | 1997 |  |  |  |  |
|    |              |     |                       |      |  |  |  |  |
| 5  | Флаг России  | ПЗ  | Даут Когония          | 1999 |  |  |  |  |

| 7  | Флаг России | ПЗ  | Евгений Наседкин | 1996 |  |  |  |  |
| 8  | Флаг России | ПЗ  | Кирилл Мацак     | 2003 |  |  |  |  |
| 13 | Флаг России | ПЗ  | Данил Квашнин    | 2003 |  |  |  |  |
| 15 | Флаг России | ПЗ  | Денис Сабусов    | 2002 |  |  |  |  |
| 17 | Флаг России | ПЗ  | Сергей Панюгов   | 1997 |  |  |  |  |
| 21 | Флаг России | ПЗ  | Иван Мацигура    | 1998 |  |  |  |  |
| 23 | Флаг России | ПЗ  | Джафаров Роман   | 2002 |  |  |  |  |
| 24 | Флаг России | ПЗ  | Иван Кудряшов    | 2000 |  |  |  |  |
| 32 | Флаг России | ПЗ  | Иван Мельников   | 1997 |  |  |  |  |
| 71 | Флаг России | ПЗ  | Георгий Тулушев  | 2002 |  |  |  |  |
| 77 | Флаг России | ПЗ  | Рональдо Ушенко  | 2002 |  |  |  |  |
|    |             |     |                  |      |  |  |  |  |
| 10 | Флаг России | Нап | Михаил Погонин   | 1996 |  |  |  |  |

### Главные тренеры
с сезона 2021/22
(основные источники: sportbox.ru, transfermarkt, footballfacts.ru)
- Несмелов Александр Алексеевич (по 8 сентября 2021)
- Вехтев Сергей Александрович (9 сентября 2021 — 23 августа 2022[10])
- Тункин Владимир Викторович (23 августа 2022 — 8 сентября 2022[11])
- / Слаутин Олег Геннадиевич (и. о.: 8[11]—15 сентября 2022 (де-факто)[12], 13—26 октября 2023)
- Ходус Владимир Алексеевич (и. о. — де-юре, 9 сентября 2022[12])
- Авакянц Артур Сергеевич (16 сентября 2022 — 17 июля 2023)
- Рудой Игорь Владимирович (17 июля 2023 — 13 октября 2023)
- Лапшин Сергей Иванович (с 26 октября 2023)

## Результаты выступлений
| Первенство | Первенство                                           | Первенство | Первенство | Первенство | Первенство | Первенство | Первенство | Первенство | Кубок                                         | Название                 |
| Сезон      | Лига/дивизион                                        | Место      | И          | В          | Н          | П          | М          | О          | Кубок                                         | Название                 |
| ---------- | ---------------------------------------------------- | ---------- | ---------- | ---------- | ---------- | ---------- | ---------- | ---------- | --------------------------------------------- | ------------------------ |
| 2016       | —                                                    | —          | —          | —          | —          | —          | —          | —          | 1/32 финала — кубок МО                        | СК «Пересвет» Подольск   |
| 2017       | III дивизион, Московская область, группа «Б»         | 3 из 14    | 26         | 18         | 4          | 4          | 69−36      | 58         | 1/8 финала — кубок 3Д, МО, груп. — кубок ФФМО | ФК «Пересвет» Подольск   |
| 2018       | III дивизион, Московская область, группа «А»         | 4 из 15    | 28         | 16         | 3          | 9          | 66−40      | 51         | 1/16 финала — кубок 3Д, МО                    | ФК «Пересвет» Домодедово |
| 2019       | III дивизион, чемпионат Московской области, Лига «А» | 4 из 16    | 30         | 20         | 2          | 8          | 91−47      | 62         | 1/8 финала — кубок лиги (3Д), МО              | ФК «Пересвет» Домодедово |
| 2020       | III дивизион, чемпионат Московской области, Лига «А» | 4 из 14    | 13         | 8          | 2          | 3          | 39−18      | 26         | —                                             | ФК «Пересвет» Домодедово |
| 2021/22    | Второй дивизион ФНЛ, группа 3                        | 12 из 22   | 32         | 9          | 7          | 16         | 46-64      | 34***      | Кубок России — 1/64 финала                    | ФК «Пересвет» Подольск   |
| 2022/23    | Вторая лига, группа 3                                | 23 из 24   | 34         | 8          | 5          | 21         | 38-67      | 29***      | Кубок России — 5-й раунд пути регионов        | ФК «Пересвет» Домодедово |
| 2023       | Вторая лига, дивизион «Б», группа 3                  | 18 из 18   | 17         | 2          | 1          | 14         | 21-54      | 7          | Кубок России — 2-й раунд пути регионов        | ФК «Пересвет» Домодедово |

Примечание.*** Первенство проходило в два этапа, на втором этапе учитывалась часть матчей первого этапа. Приведены суммарные показатели в сыгранных матчах.

### Команды клуба в III и IV дивизионах
В сезонах 2018 и 2019 годов в чемпионате Московской области играла также команда «Пересвет-2».
В сезоне 2020 года в Лиге «А» вместе с «Пересветом» играла команда «Пересвет-Гарант», по окончании сезона объединившаяся с «Пересветом».
После выхода «Пересвета» на профессиональный уровень в сезоне 2021 года в Лиге «А» продолжила играть команда «Пересвета» (молодёжная; в финальном турнире кубка России среди ЛФК — вторая команда), в зоне 3 Лиги «В» играла команда «Трёхгорка» — переименованный в честь одной из местных церквей «Пересвет-3».
В сезоне 2022 года в Лиге «А» играют «Пересвет» (вторая команда, по ходу сезона стала называться «Пересвет-2») и команда «Пересвет-Трёхгорка», основанная на базе «Пересвета». У «Пересвета-Трёхгорки» отличные от «Пересвета» юридическое лицо и руководитель.
| Сезон | Команда                    | Первенство                                         | Первенство                                         | Первенство                                         | Первенство | Первенство | Первенство | Первенство | Первенство | Первенство | Первенство | Кубок (люб.)                                                   | Примечание                              | Примечание                           |
| Сезон | Команда                    | Лига/дивизион                                      | Лига/дивизион                                      | Лига/дивизион                                      | Место      | И          | В          | Н          | П          | М          | О          | Кубок (люб.)                                                   | Примечание                              | Примечание                           |
| ----- | -------------------------- | -------------------------------------------------- | -------------------------------------------------- | -------------------------------------------------- | ---------- | ---------- | ---------- | ---------- | ---------- | ---------- | ---------- | -------------------------------------------------------------- | --------------------------------------- | ------------------------------------ |
| 2018  | Пересвет-2                 | Чемпионат Московской области (IV див.)             | Группа «Д»                                         | Группа «Д»                                         | 5 из 10    | 18         | 8          | 2          | 8          | 50-39      | 26         | 1/32 финала — кубок МО                                         |                                         |                                      |
| 2019  | Пересвет-2                 | Чемпионат Московской области (III див.)            | Лига «Б»                                           | зона 1 («Северо-Запад»)                            | 9 из 10    | 18         | 4          | 1          | 13         | 45-82      | 13         | 1/16 финала — кубок лиги (3Д), МО                              |                                         |                                      |
| 2019  | Пересвет-2                 | Чемпионат Московской области (III див.)            | Лига «Б»                                           | плей-офф                                           | 18 из 20   | 2          | 0          | 0          | 2          | 0-6        |            | 1/16 финала — кубок лиги (3Д), МО                              | 2 технических поражения (за 17-е место) |                                      |
| 2020  | Пересвет-Гарант            | Чемпионат Московской области (III див.) — Лига «А» | Чемпионат Московской области (III див.) — Лига «А» | Чемпионат Московской области (III див.) — Лига «А» | 7 из 14    | 13         | 6          | 1          | 6          | 45-42      | 19         | —                                                              |                                         |                                      |
| 2021  | Пересвет (вторая команда)* | Чемпионат Московской области (III див.) — Лига «А» | Чемпионат Московской области (III див.) — Лига «А» | Чемпионат Московской области (III див.) — Лига «А» | 2 из 16    | 30         | 24         | 2          | 4          | 108-36     | 74         | 1/2 финала — кубок лиги, МО*, 2-е место — финальный турнир ЛФК | * До августа — главная команда          | * До августа — главная команда       |
| 2021  | Трёхгорка                  | Чемпионат Московской области (IV див.) — Лига «В»  | Чемпионат Московской области (IV див.) — Лига «В»  | зона 3                                             | 2 из 9     | 16         | 12         | 0          | 4          | 69-17      | 36         | 1/16 финала — кубок лиги, МО                                   |                                         |                                      |
| 2022  | Пересвет-2                 | Чемпионат Московской области (III див.) — Лига «А» | Чемпионат Московской области (III див.) — Лига «А» | Чемпионат Московской области (III див.) — Лига «А» | 6 из 12    | 22         | 11         | 3          | 8          | 49-46      | 36         | 1/8 финала — кубок МО                                          |                                         |                                      |
| 2022  | Пересвет-Трёхгорка         | Чемпионат Московской области (III див.) — Лига «А» | Чемпионат Московской области (III див.) — Лига «А» | Чемпионат Московской области (III див.) — Лига «А» | 5 из 12    | 22         | 11         | 4          | 7          | 43-43      | 37         | победитель кубка МО, 5-е место — финальный турнир ЛФК          | 1-й раунд пути регионов Кубка России    | 1-й раунд пути регионов Кубка России |
| 2023  | Пересвет-Гарант            | Чемпионат Московской области (III див.) — Лига «А» | Чемпионат Московской области (III див.) — Лига «А» | Чемпионат Московской области (III див.) — Лига «А» | 7 из 14    | 26         | 11         | 3          | 12         | 59-84      | 36         | 1/8 финала — кубок МО                                          |                                         |                                      |
| 2023  | Академия ФК Пересвет       | Чемпионат Московской области (IV див.) — Лига «Б»  | Чемпионат Московской области (IV див.) — Лига «Б»  | зона 2                                             | 10 из 13   | 24         | 6          | 4          | 14         | 55-67      | 22         |                                                                |                                         |                                      |

### Комментарии
1. ↑  Согласно выданной РФС лицензии в сезоне 2021/22 клуб представлял город Подольск[2].